# Gaston-Henri de Bourbon-Verneuil
Gaston-Henri de Bourbon-Verneuil, conosciuto anche come Henri II de Bourbon (Vincennes, 27 ottobre 1601 – Verneuil-en-Halatte, 28 maggio 1682), era il figlio naturale di Enrico IV di Francia e della concubina Catherine Henriette de Balsac d'Entragues.

## Biografia
Nel 1600 Enrico acquista il castello di Verneuil per Henriette nominandola dunque Marchesa di Vernuil. Affascinato dalla donna, il re le fece promessa scritta di matrimonio nel caso ella gli avesse dato un figlio maschio. Nato nel 1601, Henri II (il primo figlio, del medesimo nome, morì poco dopo) fu legittimato nel 1603.
Alla morte di Carlo di Lorena, principe-vescovo di Metz, il piccolo Gaston viene proposto come sostituto, ma Papa Paolo V rifiuta, pur promettendoglielo con grazia aspettativa e pensione di 10.000 lire. Nel 1612, alla morte del successore Anne de Perusse d'Escars de Givry, Gaston-Henri si aggiudica la sede vescovile a neanche dodici anni, senza considerare che non era, naturalmente, un ecclesiastico né sarà successivamente ordinato. Mentre studia a Parigi al collegio Clermont il vescovado sarà retto fino alla sua maggiore età da Pierre Bédacier e Claude Bruillard de Coursan.
Nel 1623 viene nominato anche abate di Saint-Germain-des-Prés.
Nel 1652 decide di cedere la carica di principe-vescovo in favore di Giulio Mazzarino, cosa non ben accetta da Papa Innocenzo X: occorrerà aspettare il 1659 con Papa Alessandro VII.
Nel 31 dicembre 1661 viene fatto cavaliere dell'Ordine dello Spirito Santo e nel 1663 duca di Verneuil e Pari di Francia.
Nel 1655 viene inviato come ambasciatore in Inghilterra. Nel 1666 è governatore della Linguadoca.
Nel 29 ottobre 1668 sposa Charlotte Séguier de Villemor (1622-1704), figlia del cancelliere Pierre Séguier e vedova di Maximilien III, nipote di Massimiliano di Béthune (primo del nome).
Morì senza eredi nel suo castello di Verneuil-en-Halatte e venne inumato a Pontoise.